# 曼努埃尔·维加
曼努埃尔·维加（西班牙語：Manuel Vega，1975年8月9日—），古巴棒球运动员。他曾代表古巴国家队参加2004年夏季奥林匹克运动会棒球比赛，结果队伍获得一枚金牌。